# Трена (Хоэндубрау)

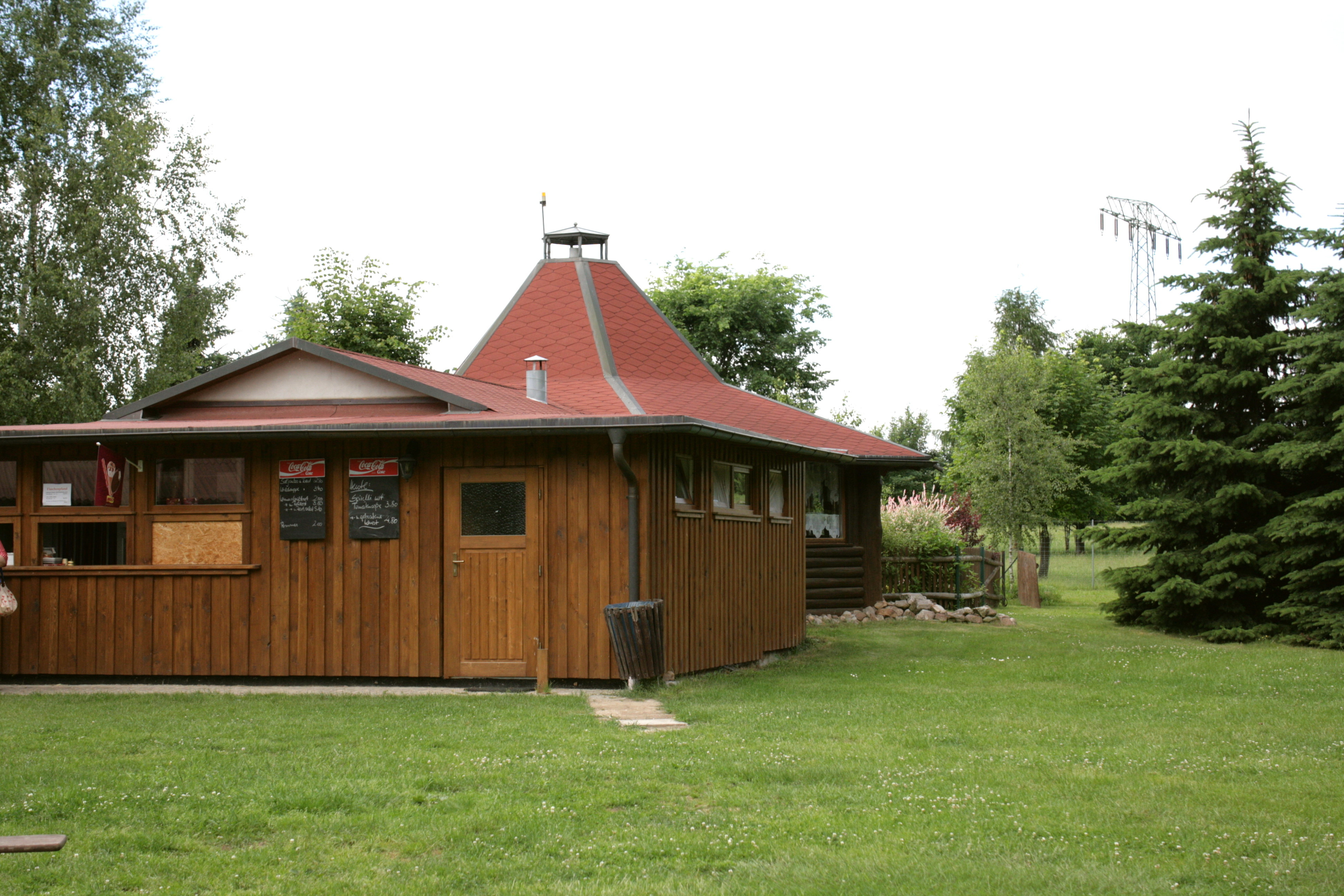
Кемпинг

Тре́на или Дре́нов (нем. Sandförstgen; в.-луж. Drěnowо файле) — деревня в Верхней Лужице, Германия. Входит в состав коммуны Хоэндубрау района Гёрлиц в земле Саксония. Подчиняется административному округу Дрезден.

## География
Самый восточный населённый пункт коммуны Хоэндубрау. Через деревню проходит автомобильная дорога К 8455.
Соседние населённые пункты: на востоке — деревня Диеза коммуны Вальдхуфен, на юго-западе — деревня Йерхецы, на западе — административный центр коммуны Хоэндубрау и на северо-западе — деревня Радшов.
Один из трёх населённых пунктов (наряду с деревнями Грос-Радиш и Ерхвиц) коммуны Хоэндубрау, не входящих в границы культурно-территориальной автономии «Лужицкая поселенческая область».

## История
Впервые упоминается в 1380 году под наименованием Trahnow.
С 1995 года входит в состав современной коммуны Хоэндубрау.
Исторические немецкие наименования
- Trahnow, 1380
- Drenaw, 1400
- Drene, 1427
- Thräna, 1658
- Stiftswiese, 1936—1947

## Население
Согласно статистическому сочинению «Dodawki k statisticy a etnografiji łužickich Serbow» Арношта Муки в 1884 году в деревне проживало 195 человек (из них — 155 серболужичан (79 %)).
| 1825 | 1871 | 1885 | 1905 | 1925 | 2011 |
| ---- | ---- | ---- | ---- | ---- | ---- |
| 138  | 104  | 170  | 142  | 194  | 71   |